# Tloque Nahuaque

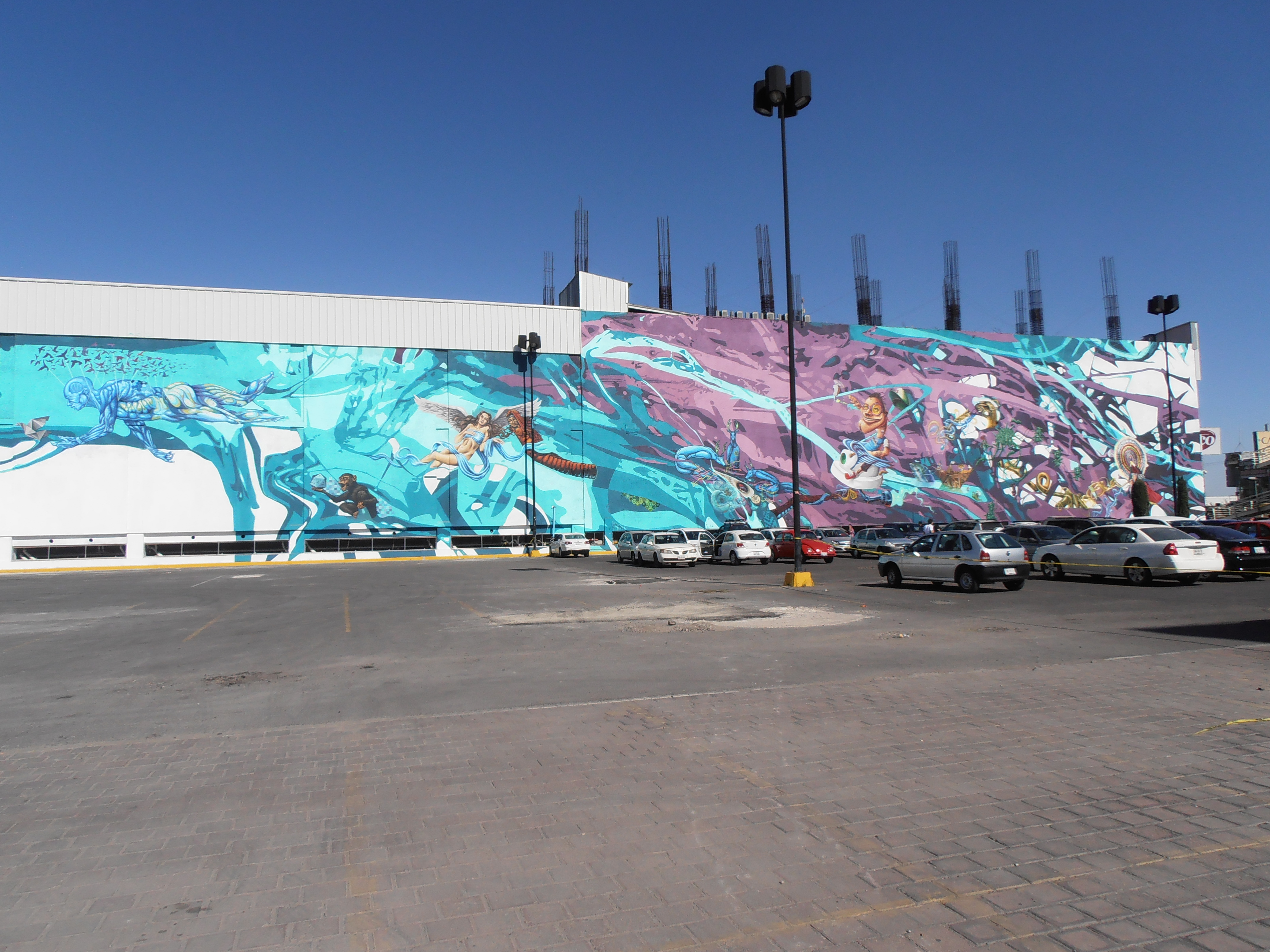
El mural “Tloque Nahuaque” se ubica en Vía Atlixcayotl 1504,dentro del estacionamiento de The Home Depot de la ciudad de Puebla, en el estado mexicano del mismo nombre. Tiene una dimensión de 2 mil metros cuadrados, por lo que es uno de los murales más grandes de Latinoamérica.

Tloque Nahuaque (náhuatl: Tlokeh Nawakeh, "aquel en quien están todas las cosas", de tlok, "cerca" o "junto a", y nawak, "alrededor") o Moyocoyani (del náhuatl Moyokoyani, "aquel que se crea a sí mismo") son los cuatro primeros Teotl o "dioses" creados por Ometecuhtli y Omecihuatl de la mitología Anahuaca es decir los teotl Tezcatlipoca (o el viajero) Xipe Tótec (nuestro señor el desollado) Para la mayoría Tlaloc (que viene de Tlalli y de octli) y para los mexicas huitzilopochtli(colibrí zurdo) y por último pero para nada menos importante, E'hecatl que es conocida más popularmente por su nahual Quetzalcoatl (serpiente hermosa). Se trata de una noción desarrollada por los pueblos pre-colombinos yuto-aztecas orientada a la creencia en un solo Dios creador y una importante aproximación al monoteísmo.

## Nombre
Brevemente se debe comentar que tlok significa cerca; nawak es, de forma literal, en el circuito de ahora, el sufijo -eh (Tlok-eh Nawak-eh) da la connotación de que ambos significados son "de él". Por lo que podemos concluir que Tloque Nahuaque es (del náhuatl: el dueño de lo que está cerca y de lo que está en el circuito; "Lo de lo cercano y lo lejano"). 
Alfonso Caso, se refiere al Tloque Nahuaque como “el dios de la inmediata vecindad”.
La traducción "el que se hace así mismo", también es ampliamente aceptada.

## Culto y representación
Tloque Nahuaque representa la principal deidad de la creación del universo, este dios simboliza el principio de todo lo existente y la noción filosófica de la palabra téotl entre los hombres, él es la gran sustancia cósmica del eterno movimiento y espacio infinito llamado Olinkan, de igual modo está representado como progenitor del todo, principio de la inteligencia, ordenador del caos, armonizador de la vida y protector de la naturaleza.
No se conoce ninguna representación superviviente ni imagen de este dios, tampoco tenía templos y era desconocido para la gente del pueblo, aunque Alfonso Caso señala[cita requerida] que era producto de las reflexiones filosóficas de una élite de sacerdotes nahuas durante el período posclásico mesoamericano, quienes no solían hablar del dios creador como señal de respeto. Diego Muñoz Camargo redacta en su libro Historia de Tlaxcala sobre el monoteísmo de los pueblos nahuas y su culto al Tloque Nahuaque diciendo lo siguiente:

"Antes de que prosigamos más adelante, será razón que tratemos del conocimiento que tuvieron de un solo Dios y una sola causa, que fue aquel decir que era substancia y principio de todas las cosas; y es así, que como todos los dioses que adoraban, eran los dioses de las fuentes, ríos, campos y otros dioses de engaños, concluían con decir: Oh Dios en quien están todas las cosas, que es decir el Teotloquenahuaque, como si dijéramos agora, aquella persona en quien asisten todas las cosas acompañadas, que es solo una esencia. Finalmente este rastro tuvieron, de que había un solo Dios, que era sobre todos los dioses..." [cita requerida]